# Bud LaLonde
Bernard Joseph „Bud“ LaLonde (* 3. Juni 1933 in Detroit, Michigan; † 1. Dezember 2017 in Granville, Ohio) war ein US-amerikanischer Wirtschaftswissenschaftler. Seine Beiträge trugen zur Entwicklung des Supply-Chain-Managements als eigenständige wirtschaftswissenschaftliche Disziplin bei.

## Leben
Bernard Joseph LaLonde war der Sohn von John Bernard und Fannie LaLonde, geborene Napier. Er absolvierte bis 1955 ein Bachelor-Studium an der University of Notre Dame und anschließend bis 1957 ein M.B.A.-Studium  an der University of Detroit. 1961 wurde er zum Ph.D. promoviert.
Nach Tätigkeiten als Professor an der University of Colorado und der Michigan State University war er ab 1969 als Professor an der Fakultät für Marketing und Logistik der Ohio State University tätig.
LaLonde war Gründer des Journal of Business Logistics. Er verfasste neben Büchern über 120 Artikel und erhielt mehrere Auszeichnungen und Ehrungen; unter anderem erhielt er 1978 den CSCMP-Distinguished-Service-Award.
Aus der am 8. September 1958 geschlossenen Ehe mit Barbara Elaine „Barb“ LaLonde, geborene Eggenberger (1935–2016), gingen zwei Söhne und eine Tochter hervor.